# Архитектуроведение
Архитектуроведение — система гуманитарного знания об архитектуре как особом явлении общественного бытия и форме творческой деятельности, о её генезисе, сущности, общественных функциях. Охватывает историю архитектуры, исследующую магистральные процессы развития мировой архитектуры, эволюцию и изменение стилистических характеристик, особенности архитектурных школ, национальных и региональных направлений, творчество и методы труда отдельных архитекторов, а также архитектурную критику, поясняющую и оценивающую современные произведения архитектурного творчества, анализирующую проблемы формообразования, взаимодействие и связь архитектуры с иными сферами культуры и общества, формами мировоззрения, эстетическим идеалом и т. д. Тесно связано с историей культуры, философией, социологией, психологией, не гнушается использовать прикладные результаты естественных и технических наук.
Архитектуроведение литературоцентрично, поскольку оперирует словом, а не строительными материалами, и потому слово и есть строительный материал архитектуроведения. В логоцентричности архитектуроведения коренится условие его существования в пространстве культуры. Архитектуроведение имеет специфический предмет рассмотрения, является особой текстовой формой активизации исследовательского и читательского внимания на транссубъективном объекте, который каждый раз входит в корреспонденцию с самим существом человека, а не только с его интеллектуальной организацией или физическими параметрами. Архитектуроведческий текст — это такой вид текста, который позволяет рассматривать себя не только в качестве информативного, но и в литературном, поэтическом качестве.
Как и всякая гуманитарная дисциплина, архитектуроведение преследует, как правило, две цели: охватывать изучаемые явления в их внутренней и внешней взаимосвязи; добиваться этого, беря за основу как можно меньше логически взаимно независимых понятий и произвольно установленных сообщений между ними (основных законов и аксиом). Главным способом исследований в архитектуроведении следует признать герменевтический метод: чтение разного рода сообщений (литературных, пространственных, функционально-планировочных), анализ прочитанного или его интерпретацию.
Следует помнить, что пространство архитектуры и пространство архитектуроведения — два различных пространства. В первом создаются материальные формы (художественные или нет), во втором — текст об этих формах или о контексте, в котором они смогли появиться. Архитектуровед, с одной стороны, имеет дело с объективно наличным материалом архитектурных форм, стилистических закономерностей, функционально-планировочных принципов организации архитектурного пространства, с другой, — с текстами об этом материале, с «обтекстовками» материала. Архитектуроведение как отдельная дисциплина существует потому, что человеку интересно (хочется) знать, как устроена архитектура (форма общественного бытия) помимо её внутрицехового, банально-ремесленного содержания, и потому литературная форма закрепления суждений — своего рода «художественная архитектура» текста об архитектуре. Потому архитектуроведение метафорично по отношению к тому материалу, с которым работает архитектуровед.
Архитектуровед изучает то в архитектурной форме, что способно породить эстетически важную множественность образов, и то, каким художественным путём был достигнут зодчим такой эффект, и то, зачем зодчий стремился к такому эффекту. Очевидно, что изучение форм восприятия и изучение форм выражения — разновекторные усилия: одно направлено на субъект восприятия (автобиография восприятия), другое — на объект (метабиография восприятия), отсюда — занимаясь эстетикой архитектуры, сочиняя архитектуроведческие трактаты, архитектуровед пишет автобиографию своей способности суждения о внешней форме. Говоря иначе, архитектуровед исследует логику архитектуры и стоит в таком же отношении к архитектурному творчеству, в каком наука логики (не Гегеля, а просто логики) стоит к человеческому мышлению. Архитектуроведение, между тем, не есть, как и логика, свод канонов и правил, извне навязываемых практике, а наоборот, результат познания практики и лежащих в её основе закономерностей. Каким образом этот результат, не претендующий на жест законодателя мод и вкусов, может быть выражен? Посредством текста, написанного архитектуроведом «по мотивам» своих впечатлений от познания практики и лежащих в её основе закономерностей. От того, насколько упорно он высиживает свои образы, чтобы сделать их как можно свежее, зависит качество архитектуроведческого письма, его общекультурная востребованность.
Архитектуроведческими следует считать такие воззрения, которые не только непосредственно не относятся к анализу или оценке архитектурной формы, но как бы подменяют наличный пространственно-пластический материал литературой о нём.
Архитектуроведение и наука об архитектуре нетождественны; оно так соотносится с архитектурной наукой, как гуманитарные дисциплины с точными. Чем меньше дистанция между методом построения архитектурной формы и методом изучения этого построения, тем лучше организован архитектуроведческий «текстовой конвой» (Лихачёв), тем его поступь чеканней. Архитектуроведческий текст должен быть самостоятельным литературным произведением.
Архитектуроведение и искусствоведение разнятся не столько по предмету и объекту рассуждения (архитектура — форма общественного бытия, искусство — форма общественного сознания, по А. П. Мардеру), сколько по методу обращения исследователя к изучаемому материалу. Не потому искусствоведение есть знание об искусстве, что его предмет — произведение живописи, скульптуры, музыкальная вещь, театральная постановка или кинофильм; не потому архитектуроведение есть знание об архитектуре, что его задача — выяснение художественной природы зданий и сооружений в их имманентном и трансцендентом развитии. Эти дисциплины оттого таковы, что целью и движущей силой их существования так или иначе оказывается выразительная форма, в том или ином качестве причастная эстетическому, сиречь небезразличному.
Для того, чтобы с большой долей вероятности судить об архитектуре, описательный искусствоведческий подход, даже вооруженный историко-культурной эрудицией исследователя, знанием биографических подробностей об авторе произведения и т. п., — такой подход не годится. Его умилительная инфантильность должна вступать на бранное поле исследования позднее, как гипсовая завитушка в барочном интерьере, — когда произведена главная работа: выяснено, как построено все здание и как организован его «интерьер». Искусствоведческий анализ — то, чем следует завершать изучение произведения, нечто сродни наведению лоска на лакированные туфли. Начинать же нужно с начала: с затейливости сапожного ремесла и технологии выделки кожи.
Архитектуроведение и искусствоведение различаются тем, что первое начинает, с одной стороны, ab ovo, с «фундамента», с организации процесса в широком контексте, строительных договоров, численности бригады каменщиков и т. д., с другой, — с рождения замысла в голове архитектора, с выяснения, чем был вызван именно такой замысел, какими художественными средствами был достигнут результат, и почему именно такими, каковыми были отношения архитектора и заказчика, круг общения архитектора и его умственные (не ремесленные) интересы и т. д.; второе — рефлектирует готовую форму, изъясняя её художественную природу, архитектонический принцип и помещая в систему подобных форм предыдущего и последующего времени. Методы архитектуроведения и искусствоведения, таким образом, по природе самих наук отличны один от другого: начинают наступление на явление архитектуры с двух противоположных сторон. В архитектуроведении, начав изучение произведения, сначала нужно обнаружить метод, по которому это произведение построено, рассмотреть рычаги, которыми пользовался автор, воздвигая его. Иначе: сперва следует проанализировать метод, по которому создано произведение — движитель, позволивший произведению состояться, а автору — организовать его так, чтобы оно получилось в виде некоей законченной формы. Уже после можно переходить к выяснению исторического, культурного, биографического контекста, в котором произведение создано: тоже область архитектуроведения. Имеется в виду путь от выяснения внутренней организации произведения, «шарниров» и конструктивных связей к обнаружению внешних стимулов его появления. Если исследователь стремится быть последовательным и более или менее объективным в анализе произведений искусства и архитектуры, он вынужден пользоваться средствами, по способу организации близкими к тем, которыми эти произведения создавались, выяснять их природу, движущий принцип, а не анализировать и фиксировать собственные впечатления о готовой форме.
«Соседние» методы и метод архитектуроведения. Такой прием давно взят на вооружение хорошими литературоведами (К. И. Чуковский, Ю. Н. Тынянов, М. С. Петровский, Ю. Г. Оксман, Ю. М. Лотман, Л. Я. Гинзбург и др.), вначале идущими от метода организации произведения (жанр, конструкция, стиль), а затем исследующими временной контекст его возникновения и структурно-типологические детали организации.
Архитектуроведение было одержимо таким примерно методом исследования произведений архитектуры в первой трети XX в., в «стенах» мюнхенской и венской школ. Исследуя, например, идею создания Микеланджело гробницы папы Юлия в Риме, Г. Зедльмайр не нашёл у самого Микеланджело каких-либо данных касательно этой идеи, и начал поиск объяснения «непосредственно в самом произведении».
Методы исследования художественных произведений не существуют обособленно. В частности, «технологический подход» к изучению литературных произведений дал в 70-80-е концепцию «семантического ореола» в стиховедении (К. Ф. Тарановский, М. Л. Гаспаров): выяснение органической связи между метром и смыслом, ритмом и грамматикой, ритмом и семантикой, ритмом и фоникой, метром и стилистикой, метром и семантикой. Проще говоря, — вскрытие механизма возникновения стереотипа, помогавшего читателю (зрителю, слушателю) опознавать привычные мотивы и темы: участвовать в «знакомом» обряде, а не играть с «незнакомым» словом. Если архитектуроведение и искусствоведение желают приблизиться к культурно значимым реалиям, их методология обязана приблизиться к имеющим давнюю традицию методам литературоведческого анализа: структурно-типологическому, семиотико-герменевтическому и фактолого-комментаторскому.
Исследование произведения архитектуры должно быть сродни «проектированию наоборот», но без циркуля, линеек, сложных компьютерных программ и надоедливого заказчика. Чтобы постичь сущность спровоцировавших ту или иную форму общественных (вкус, мода) и личностных (творчество) процессов, следует де-конструировать произведение, разобрать его до того момента, когда идея произведения оформилась как необходимая. Дальнейшая ретроспекция неминуемо выведет исследователя к заказчику произведения, к социальному кругу, которому принадлежал заказчик, и кругу, в котором обретался архитектор. «Вокруг» непременно можно будет различить ситуацию с техникой выполнения постройки, наличием материалов и конструкций и т. д. Однако в «промежутке» между возникновением архитектурной идеи и её реализацией в косном материале (камне) непременно окажется информационная лакуна, которую архитектуровед и вынужден реконструировать, заполняя не столько собственным эстетически инициированным остроумием, сколько опираясь на наличный помимоархитектурный материал. Прежде всего, на тексты, — и потому сначала должен выступить в роли герменевта. Архитектуроведческий «обмер» — не архитектурный чертеж, но литературное произведение, выстроенное по определённым законам и выдержанное в определённом жанре.
Основываясь на классических трудах О.Шуази, Г. Земпера, Э. Виолле-ле-Дюка, в XX в. отечественное архитектурововедение развивали Н. И. Брунов, А. Г. Габричевский, И. Э. Грабарь, В. П. Зубов, В. Ф. Маркузон, А. П. Мардер, А. И. Некрасов. В XXI в. важное методологическое значение имеют работы: С. П. Заварихина, С. С. Ванеяна, В. Л. Глазычева, И. А. Добрицыной, А. В. Иконникова, Б. М. Кирикова, В. Г. Лисовского, В. И. Локтева, А. В. Михайлова, А. Л. Пунина, А. Г. Раппапорта, Г. И. Ревзина, И. Е. Путятина, Л. И. Таруашвили, статьи В. Г. Власова для журнала «Архитектон».